# Czermin (gemeente in powiat Pleszewski)
De gemeente Czermin is een landgemeente in het Poolse woiwodschap Groot-Polen, in powiat Pleszewski.
De zetel van de gemeente is in Czermin.
Op 30 juni 2004 telde de gemeente 4842 inwoners.

## Oppervlakte gegevens
In 2002 bedroeg de totale oppervlakte van gemeente Czermin 97,83 km², waarvan:
- agrarisch gebied: 83%
- bossen: 11%

De gemeente beslaat 13,74% van de totale oppervlakte van de powiat.

## Demografie
Stand op 30 juni 2004:
| Omschrijving                   | Totaal | Totaal | Vrouwen | Vrouwen | Mannen | Mannen |
| ------------------------------ | ------ | ------ | ------- | ------- | ------ | ------ |
| eenheid                        | aantal | %      | aantal  | %       | aantal | %      |
| inwoners                       | 4842   | 100    | 2323    | 48      | 2519   | 52     |
| bevolkingsdichtheid (inw./km²) | 49,5   | 49,5   | 23,7    | 23,7    | 25,7   | 25,7   |

In 2002 bedroeg het gemiddelde inkomen per inwoner 1291,75 zł.

## Administratieve plaatsen (sołectwo)
Broniszewice, Czermin, Grab, Łęg, Mamoty, Pieruchy, Pieruszyce, Psienie-Ostrów, Skrzypna, Strzydzew, Wieczyn, Żale, Żbiki, Żegocin.
Zonder de status sołectwo : Wola Duchowna

## Aangrenzende gemeenten
Chocz, Gizałki, Kotlin, Pleszew, Żerków